# Jump (canção de Madonna)
"Jump"  é uma canção da cantora estadunidense Madonna, contida em seu décimo álbum de estúdio Confessions on a Dance Floor (2005). Escrita por Madonna, Stuart Price e Joe Henry, a música deveria ser lançada como o terceiro single do álbum. No entanto, desde que "Get Together" foi liberado como o terceiro single, "Jump" foi lançado pela Warner Bros. como o quarto e último single do álbum, em 31 de outubro de 2006. A música incorpora elementos techno em homenagem a Pet Shop Boys. Madonna canta em seu registro mais baixo na música. Liricamente a canção aborda a auto-capacitação e auto-suficiência, enquanto apresenta as perspectivas para um novo relacionamento.
Os críticos contemporâneos elogiaram a música e seu tema de empoderamento. Eles compararam com a músicas lançadas por Madonna nos anos 80 e elogiaram a qualidade da música. "Jump" atingiu o top 10 das paradas de alguns países europeus, liderando as paradas na Itália e na Hungria. Nos Estados Unidos, "Jump" foi colocado em várias paradas da Billboard e se tornou um dos hits de dança mais populares da cantora na década.
O videoclipe que acompanha a canção foi filmado em Tóquio durante a apresentação da Confessions Tour na cidade em 2006. Ela retrata Madonna com uma peruca loira e um conjunto de couro cantando a música na frente de vários sinais de néon. O vídeo também apresenta vários dançarinos que realizam a disciplina física parkour. Também foi incorporado a lista de faixas da Confessions Tour, onde Madonna e seus dançarinos pulavam ativamente pelo palco enquanto ela cantava a música. "Jump" foi incluído no filme The Devil Wears Prada (2005) e no final da 2ª temporada de Ugly Betty.

## Antecedentes e composição
A idéia de "Jump" veio de Joe Henry, que a apresentou a Madonna e a transformou em uma música. Durante uma entrevista da revista britânica de estilo de vida gay Attitude, com a cantora, o jornalista Matthew Todd descreveu "Jump" como uma inspiração para "uma geração inteira de garotos gays do interior a fazer as malas e seguir para a cidade grande", para a qual Madonna concordou. Inicialmente, ele seria lançado como o terceiro single do álbum. No entanto, a música "Get Together" foi escolhida como o terceiro single do Confessions on a Dance Floor a coincidir com o início da turnê Confessions Tour de 2006. A decisão também foi motivada pelo fato de "Get Together" ter sido o terceiro single digital mais vendido do álbum. Suas vendas digitais nos Estados Unidos foram superioriores a 20.000 cópias na época, enquanto as vendas digitais de "Jump" foram de apenas 9.000 cópias. Portanto, "Get Together" foi finalmente escolhido como o terceiro single. Em 12 de julho de 2006, a Billboard confirmou "Jump" como o quarto single do Confessions on a Dance Floor.
Musicalmente, a música é inspirada na década de 80. Essencialmente em canções de boate, a música mostra Madonna cantando em seu registro mais baixo. Incorpora influencias da música techno tocada nos clubes de Ibiza. A música é definida em tempo comum, com um groove de ritmo dançante moderadamente rápido e um metrônomo de 126 batidas por minuto. É definido na clave de Mi maior. A voz de Madonna se estende de D3 a A4. Segue-se na progressão dos acordes de E–D–C–D nos versos e C–D–E nos refrões, com um pedal tocando continuamente. Liricamente, "Jump" aborda o empoderamento e o desejo de passar de uma situação para outra. Isso também refletiu a mudança de estilo de Madonna em relação aos seus singles anteriores e mudou seu foco na auto-suficiência. A linha "Eu posso fazer isso sozinha" na música demonstra essa mudança. As letras de "Jump" foram comparadas às letras da música de Madonna de 1990, "Keep It Together" do álbum Like a Prayer. A diferença entre eles é que "Jump" se concentra mais na busca por um novo amor do que na preservação dos valores da família.

## Análise da crítica
Keith Caulfield, da Billboard, elogiou a abordagem do "empoderamento" na música, acrescentando que "a música é um pop pulsante que tem uma mensagem universal positiva sobre acreditar em si mesmo". Segundo a BBC, "'Jump' leva o ouvinte de volta aos anos oitenta". Enquanto revisava o álbum, Alan Braidwood, da BBC, chamou a música de "letalmente cativante" e um dos destaques do álbum. Jennifer Vineyard, da MTV, notou que "Jump" soou como uma sequência do single de Madonna de 1990, "Keep It Together". Jon Pareles do The New York Times, ao analisar Confessions on a Dance Floor, escreveu que "o lado sombrio de Madonna soa melhor em 'Jump', sobre o desejo de seguir em frente". Sal Cinquemani, da revista Slant, comentou que a música é um "corajoso hino de boate que não soaria fora de lugar em Erotica, mostra seu registro mais baixo". David Browne, da Entertainment Weekly, chamou a música, juntamente com o single anterior "Get Together" como fluido na natureza.
Thomas Inskeep, da revista Stylus, observou: "... 'Jump' quase todo soa para os ouvidos como uma homenagem aos Pet Shop Boys". Matt Zakosek, do The Chicago Maroon, escreveu: "As faixas que mais se destacam aqui são 'Jump' e 'Push', que soam tão perto da Madonna dos anos 80 quanto provavelmente vamos conseguir novamente. As letras de Jump 'são alegres, lembrando a Madona divertida e com espírito comunitário do True Blue e Like a Prayer." Diego Costa, do UWM Post, escreveu que "Jump" é uma introdução falada e "levemente sádica" de Madonna, como em Erotica, quem pode resistir?, Uma abordagem nocauteada e adaptada ao clube, sobre a natureza desperdiçadora da inércia". Margaret Moser, do The Austin Chronicle, chamou a música de "furtiva e sexy".

## Vídeo musical

No vídeo da música "Jump", Madonna ostenta uma peruca loira e um conjunto de couro

Enquanto apresentava a turnê Confessions no Japão, Madonna tirou um tempo de sua agenda para gravar o vídeo de "Jump". As filmagens ocorreram em vários locais ao ar livre por toda Tóquio, bem como em um palco sonoro. Madonna e o cabeleireiro Andy LeCompte decidiram experimentar um novo visual para o vídeo, no qual a cantora aparece com uma peruca loira platinada. Ela usou essa peruca nas últimas duas apresentações da turnê, e o visual recebeu elogios. Madonna também usava uma roupa de couro preto, que o escritor do Entertainment Weekly, Michael Slezak escreveu que acentuou seu "corpo tonificado".
O vídeo apresentava a disciplina física parkour, na qual o artista de parkour Sébastien Foucan realizou coreografias em torno dos edifícios de Tóquio. O vídeo começa mostrando o horizonte de Tóquio e artistas de parkour nos telhados. Quando a introdução falada começa, Madonna é mostrada em sua peruca dançando em frente a vários sinais de néon que contêm as palavras Madonna e Jump em japonês. A música continua com os dançarinos pulando dos prédios e correndo pelas ruas da cidade. Madonna dança com a música e gira em torno de hastes metálicas na frente e ao redor dela, com o mesmo design presente em sua turnê. Antes do refrão final, os dançarinos realizam seus movimentos de parkour e ficam em um poste de luz.
Quando o refrão começa, Foucan se une ao parkour traceur Levi Meeuwenberg e Exo, que continuam seus movimentos em torno e contra os edifícios. O vídeo termina com Madonna esticando a parte superior do corpo e uma foto do céu noturno de Tóquio. Slezak da Entertainment Weekly não ficou impressionada com o vídeo; "Por todo o dinheiro gasto capturando imagens de saltos impressionantes nos telhados, eu gostaria que Madonna tivesse escolhido oferecer-nos uma fatia visualmente sumptuosa de narrativa, algo do tipo: 'Express Yourself' ou 'Bedtime Story'".

## Performance ao vivo

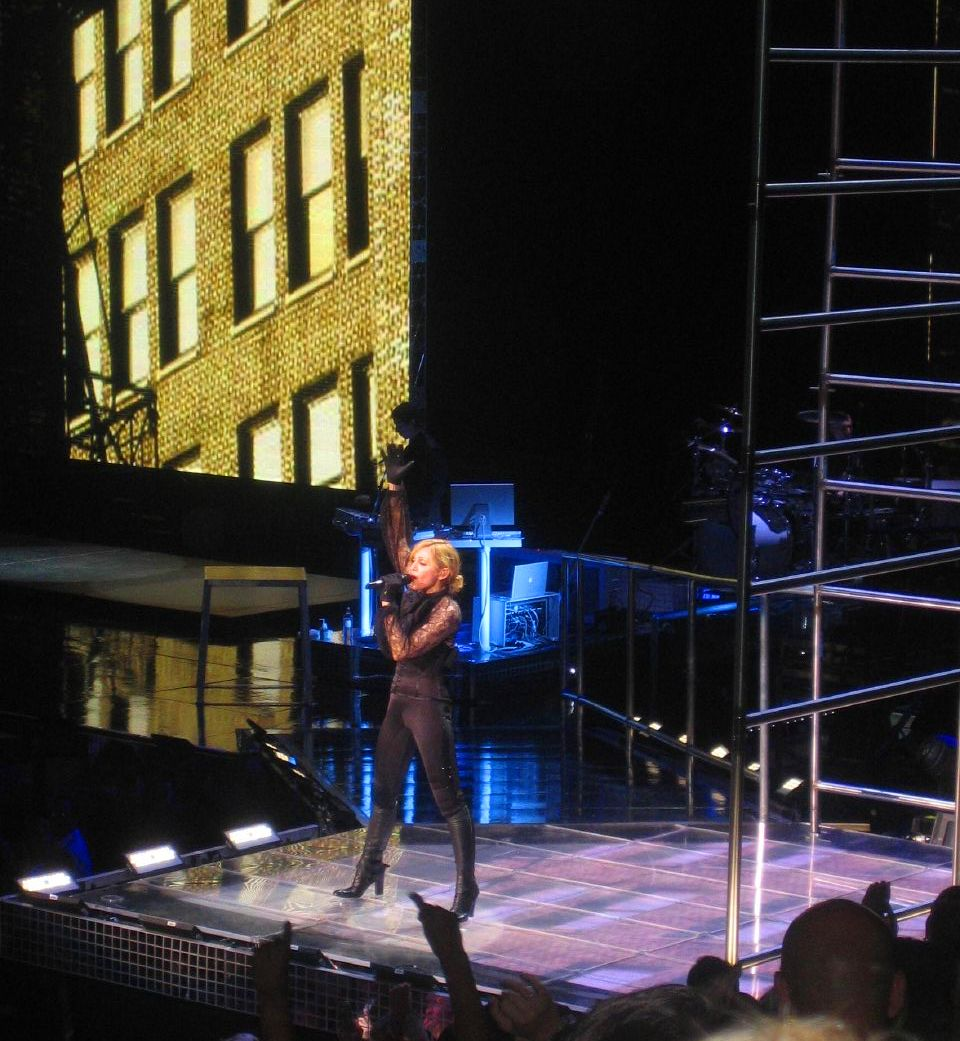
Madonna em frente a um equipamento de ginástica de aço, na Confessions Tour.

A música foi tocada por Madonna como parte das campanhas promocionais do álbum Confessions on a Dance Floor, nas boates de Londres, incluindo o Koko Club e o GAY. Nestes concertos, Madonna surgia de um globo de discoteca vestindo uma jaqueta roxa, calça capri de veludo e botas altas. Na turnê Confessions, a música foi a quarta apresentação da noite e fez parte do segmento eqüino do show. Quando a performance de "Like a Virgin" terminava, Madonna sentava-se em uma plataforma e anunciava "Senhoras e Senhores! Obrigado por vir ao nosso show. A noite é jovem e o show acaba de começar". Uma enorme variedade de barras de aço e equipamentos de ginástica foram plantados no palco. Madonna começou a cantar a música, enquanto seus dançarinos começavam a correr, exibindo movimentos de parkour. Madonna sobe em blocos para cantar a música e fazer poses. Quando o refrão final se aproximou, Madonna foi para a frente do palco e fez poses enquanto segurava as barras de aço. A música continuou com Madonna girando em torno das hastes e os dançarinos continuaram seus movimentos. A performance termina com Madonna desaparecendo no meio do palco e seus dançarinos fazendo um salto final antes que as luzes se apagassem. Na Sticky & Sweet Tour, "Jump" foi sampleada dentro da música "Into the Groove", durante a qual Madonna fez acrobacias no ar. Madonna usava uma malha preta de corpo inteiro e estanque à pele.
Sal Cinquemani, da Slant, comentou que a introdução de parkour na performance foi "realmente incrível". Thomas Inksweep, da Stylus Magazine, relatou que "'Jump' é absolutamente sensacional. Claro, não é tão diferente da versão encontrada no Dance Floor, mas é muito emocionante, por que mexer com isso?". A música foi incluída no CD e no DVD do álbum ao vivo, The Confessions Tour.

## Lista de faixas e formatos
| - CD single britânico e europeu 1. "Jump" (Versão do álbum) – 3:59 2. "Jump" (Versão padrão do álbum) – 5:09 - CD single britânico 2 1. "Jump" (Edição de Rádio) – 3:22 2. "Jump" (Junior Sanchez Misshapes Mix) – 6:49 3. "History" – 5:55 - 2× 12" vinil dos EUA e Europa 1. "Jump" (Jacques Lu Cont Mix) – 7:47 2. "Jump" (Versão do álbum) – 3:59 3. "Jump" (Versão padrão do álbum) – 5:09 4. "Jump" (Axwell Remix) – 6:38 5. "Jump" (Junior Sanchez-Misshapes Mix) – 6:49 6. "History" – 5:54 7. "Jump" (Edição de Rádio) – 3:22 | - Maxi-CD dos EUA e do Canadá 1. "Jump" (Edição de Rádio) – 3:22 2. "Jump" (Jacques Lu Cont Mix) – 7:47 3. "Jump" (Axwell Remix) – 6:38 4. "Jump" (Junior Sanchez's-Misshapes Mix) – 6:49 5. "Jump" (Versão padrão do álbum) – 5:09 6. "History" – 5:55 - Vinil britânico de imagem de 12" 1. "Jump" (Jacques Lu Cont Mix) – 7:47 2. "Jump" (Versão padrão do álbum) – 5:09 3. "History" – 5:54 |

## Desempenho comercial
Nos Estados Unidos, a música alcançou um pico de 21 no Adult Contemporary na edição de 27 de janeiro de 2007. Também foi usada na trilha sonora do filme The Devil Wears Prada de 2006. Após o seu lançamento na iTunes Store, a música subiu na parada Bubbling Under Hot 100 Singles e atingiu o pico de número cinco, deixando de progredir e consequentemente tendo menos possibilidade de figurar na Hot 100. Tornou-se o 37º single número um de Madonna na parada Hot Dance Club Play, alcançando o topo da edição de 18 de novembro de 2006. "Jump" se tornou o sétimo single número 1 de Madonna na parada Hot 100 Single Sales. A música vendeu 31.000 downloads digitais e 8.000 singles físicos nos Estados Unidos, de acordo com a Nielsen SoundScan. Tornou-se seu quarto single número um consecutivo no Hot Dance Airplay.
No Reino Unido, "Jump" estreou no número 59 na parada de singles e alcançou o pico de número nove na semana seguinte, tornando-se o quarto single do álbum Confessions on a Dance Floor. Na Austrália, a música estreou aos 29 na parada, que se tornou seu pico. Na Itália, "Jump" se tornou o terceiro single número um do álbum, permanecendo no top 10 por 13 semanas consecutivas. Nas nações européias, "Jump" atingiu o top 10 entre países como Dinamarca, Espanha, Finlândia e Países Baixos e os 40 primeiros de países como Alemanha, Áustria, Bélgica (Flandres e Valônia), Irlanda, Suécia e Suíça.

### Tabelas semanais
| Tabela musical (2006)                           | Melhor posição |
| ----------------------------------------------- | -------------- |
| Alemanha (GfK Entertainment Charts)             | 23             |
| Austrália (ARIA Charts)                         | 29             |
| Áustria (Ö3 Austria Top 40)                     | 20             |
| Bélgica (Ultratop 50 de Flandres)               | 18             |
| Bélgica (Ultratop 40 de Valônia)                | 27             |
| Dinamarca (Hitlisten)                           | 7              |
| Eslováquia (IFPI Slovenská Republika)           | 2              |
| Espanha (PROMUSICAE)                            | 3              |
| Estados Unidos (Adult Contemporary)             | 21             |
| Estados Unidos (Bubbling Under Hot 100 Singles) | 5              |
| Estados Unidos (Dance Club Songs)               | 1              |
| Estados Unidos (Dance/Mix Show Airplay)         | 1              |
| Estados Unidos (Hot 100 Single Sales)           | 1              |
| Europa (European Hot 100 Singles)               | 19             |
| Finlândia (IFPI Finlândia)                      | 2              |
| Grécia (IFPI Grécia)                            | 7              |
| Hungria (MAHASZ)                                | 1              |
| Irlanda (IRMA)                                  | 19             |
| Itália (FIMI)                                   | 1              |
| Países Baixos (Dutch Top 40)                    | 5              |
| Países Baixos (Single Top 100)                  | 4              |
| Polônia (Nielsen SoundScan)                     | 4              |
| Reino Unido (UK Singles Chart)                  | 9              |
| Reino Unido (UK Dance Chart)                    | 1              |
| Suécia (Sverigetopplistan)                      | 40             |
| Suíça (Schweizer Hitparade)                     | 21             |
| Venezuela (Record Report)                       | 5              |

| Tabela musical (2006)                   | Posição |
| --------------------------------------- | ------- |
| Estados Unidos (Dance/Mix Show Airplay) | 16      |
| Estados Unidos (Dance Singles Sales)    | 20      |
| Estados Unidos (Hot Singles Sales)      | 63      |
| Hungria (Rádiós Top 40)                 | 73      |

| Tabela musical (2000–10)          | Posição |
| --------------------------------- | ------- |
| Estados Unidos (Dance Club Songs) | 13      |